# Iwan Roberts
Iwan Wyn Roberts (Bangor, 26 giugno 1968) è un allenatore di calcio ed ex calciatore gallese, di ruolo attaccante.

## Biografia
Roberts è nato a Bangor nel 1968 e cresciuto a Dyffryn Ardudwy. A 18 anni ha perso un dente in uno scontro di gioco.
Si è sposato nel 2016 con Louisa Mann.

## Carriera

### Club
Ha debuttato tra i professionisti sul finire della stagione 1985-1986 con la maglia del Watford.
Ha poi girato in altre squadre inglesi, tra cui il Norwich City, con cui ha militato per 7 anni e andando a segno 97 volte in 306 partite tra campionati e coppe.
Terminata l'esperienza con i Canaries si è trasferito al Gillingham, con cui ha ricoperto per un breve periodo il ruolo di allenatore-giocatore. Nel marzo 2005 lascia il club per trasferirsi (in prestito) al Cambridge United, che è stata la sua ultima squadra visto che a fine stagione si è ritirato.

### Nazionale
Ha debuttato con il Galles nel 1989 contro i Paesi Bassi, e ha disputato complessivamente 15 partite con la selezione britannica, l'ultima di queste contro la Bielorussia nel 2001.

## Dopo il ritiro
Terminata la carriera calcistica ha lavorato come commentatore televisivo per Sky Sports, Radio Cymru e BBC Wales.
Ha anche pubblicato un libro nel 2004 (un anno prima del suo ritiro), in collaborazione con Karen Buchanan, intitolato All I Want for Christmas; il titolo è un riferimento al dente perduto da Roberts. Libro che ha fatto anche discutere su un controverso passaggio riguardo a un suo fallo intenzionale sul giocatore del Wolverhampton (ex squadra di Roberts) Kevin Muscat, dovuto al fatto che Muscat aveva infortunato il compagno di squadra e connazionale di Roberts Craig Bellamy con un brutto tackle in una sfida tra Wolves e Norwich, e Roberts rispose di conseguenza con un brutto fallo a suoi danni.

## Statistiche

### Cronologia presenze e reti in nazionale
| Cronologia completa delle presenze e delle reti in nazionale ― Galles | Cronologia completa delle presenze e delle reti in nazionale ― Galles | Cronologia completa delle presenze e delle reti in nazionale ― Galles | Cronologia completa delle presenze e delle reti in nazionale ― Galles | Cronologia completa delle presenze e delle reti in nazionale ― Galles | Cronologia completa delle presenze e delle reti in nazionale ― Galles | Cronologia completa delle presenze e delle reti in nazionale ― Galles | Cronologia completa delle presenze e delle reti in nazionale ― Galles |
| Data                                                                  | Città                                                                 | In casa                                                               | Risultato                                                             | Ospiti                                                                | Competizione                                                          | Reti                                                                  | Note                                                                  |
| --------------------------------------------------------------------- | --------------------------------------------------------------------- | --------------------------------------------------------------------- | --------------------------------------------------------------------- | --------------------------------------------------------------------- | --------------------------------------------------------------------- | --------------------------------------------------------------------- | --------------------------------------------------------------------- |
| 11-10-1989                                                            | Wrexham                                                               | Galles                                                                | 1 – 2                                                                 | Paesi Bassi                                                           | Qual. Mondiali 1990                                                   | -                                                                     | 64’                                                                   |
| 29-4-1992                                                             | Vienna                                                                | Austria                                                               | 1 – 1                                                                 | Galles                                                                | Amichevole                                                            | -                                                                     |                                                                       |
| 3-6-1992                                                              | Tokyo                                                                 | Argentina                                                             | 1 – 0                                                                 | Galles                                                                | Amichevole                                                            | -                                                                     |                                                                       |
| 7-6-1992                                                              | Matsuyama                                                             | Giappone                                                              | 0 – 1                                                                 | Galles                                                                | Amichevole                                                            | -                                                                     | 60’                                                                   |
| 20-4-1994                                                             | Wrexham                                                               | Galles                                                                | 0 – 2                                                                 | Svezia                                                                | Amichevole                                                            | -                                                                     | 81’                                                                   |
| 7-9-1994                                                              | Cardiff                                                               | Galles                                                                | 2 – 0                                                                 | Albania                                                               | Qual. Euro 1996                                                       | -                                                                     | 80’                                                                   |
| 12-10-1994                                                            | Chișinău                                                              | Moldavia                                                              | 3 – 2                                                                 | Galles                                                                | Qual. Euro 1996                                                       | -                                                                     | 64’                                                                   |
| 29-3-2000                                                             | Wrexham                                                               | Galles                                                                | 1 – 2                                                                 | Finlandia                                                             | Amichevole                                                            | -                                                                     | 86’                                                                   |
| 23-5-2000                                                             | Cardiff                                                               | Galles                                                                | 0 – 3                                                                 | Brasile                                                               | Amichevole                                                            | -                                                                     |                                                                       |
| 2-6-2000                                                              | Chaves                                                                | Portogallo                                                            | 3 – 0                                                                 | Galles                                                                | Amichevole                                                            | -                                                                     | Ammonizione                                                           |
| 2-9-2000                                                              | Minsk                                                                 | Bielorussia                                                           | 2 – 1                                                                 | Galles                                                                | Qual. Mondiali 2002                                                   | -                                                                     | 73’                                                                   |
| 7-10-2000                                                             | Swansea                                                               | Galles                                                                | 1 – 1                                                                 | Norvegia                                                              | Qual. Mondiali 2002                                                   | -                                                                     | 87’                                                                   |
| 24-3-2001                                                             | Erevan                                                                | Armenia                                                               | 2 – 2                                                                 | Galles                                                                | Qual. Mondiali 2002                                                   | -                                                                     | 80’                                                                   |
| 1-9-2001                                                              | Swansea                                                               | Galles                                                                | 0 – 0                                                                 | Armenia                                                               | Qual. Mondiali 2002                                                   | -                                                                     |                                                                       |
| 6-10-2001                                                             | Cardiff                                                               | Galles                                                                | 1 – 0                                                                 | Bielorussia                                                           | Qual. Mondiali 2002                                                   | -                                                                     | 90+2’                                                                 |
| Totale                                                                |                                                                       | Presenze                                                              | 15                                                                    |                                                                       | Reti                                                                  | 0                                                                     |                                                                       |

## Palmarès

### Club

#### Competizioni nazionali
- Campionato inglese di seconda divisione: 1

Norwich City: 2003-2004

## Opere
- Iwan Roberts e Karen Buchanan, All I Want for Christmas, Vision Sports Publishing, 2004, ISBN 978-09-54-64282-2.